# The Postal Service
The Postal Service was het popmuziekproject van Ben Gibbard (Death Cab For Cutie) en Jimmy Tamborello (Dntel). The Postal Service bracht in 2003 het album Give Up uit.
Het bekendste nummer van Give Up is Such Great Heights, dat onder meer gebruikt werd voor de trailer van de film Garden State met Natalie Portman. Een cover van dit nummer door   Iron & Wine werd in de film zelf gebruikt. Ook wordt het gebruikt in de serie Grey's Anatomy en ter ondersteuning van de commercial van het Nederlandse uitzendbureau StartPeople.
De videoclip van Such Great Heights stond in januari 2006 op nummer één in de iTunes Music Store. De clip was in het nieuws omdat Apples nieuwe tv-reclame voor de Intel Macs erg op de clip lijkt.
The Postal Service bracht in 2003 ook een remake uit van Phil Collins' hitnummer Against all Odds. Dit nummer werd gebruikt in 2004 voor de film Wicker Park met Josh Hartnett en Diane Kruger.
De naam Postal Service heeft volgens bronnen te maken met de manier waarop de twee tekstschrijvers hun muziek uitwisselden, via de post.
Op 3 augustus 2013 maakte Ben Gibbard via Twitter bekend dat The Postal Service er voorgoed mee op zou houden na de laatste show van de reünietournee.

## Discografie
- Give Up (2003)
- Everything Will Change (2014, livealbum)